# Захват детского сада в Омске
Захват детского сада в Омске — захват заложников, произошедший в Омске 28 сентября 1993 года.

## Захват
Около 8 часов утра (по другим источникам — 10 часов утра) неизвестный, вооружённый обрезом и самодельным взрывным устройством, вошёл в здание детского сада № 285 города Омск. Самодельное взрывное устройство было создано на основе кастрюли и содержало в себе 2,5 кг аммонита. Террорист проник в одну из групп детского сада и, угрожая обрезом, захватил в заложники воспитательницу Татьяну Степановну Щукину и детей, находившихся в группе: четырёх мальчиков и одну девочку. Практически сразу были эвакуированы все остальные люди, находившиеся в детском саду и в соседней школе № 66, в которой затем был развёрнут оперативный штаб.

## Переговоры
Вскоре после захвата в детский сад пришла заведующая, Татьяна Александровна Охотникова. Она поднялась в группу с целью установить контакт с террористом. Преступник потребовал принести ему рацию для связи со штабом. Татьяна Александровна направилась в штаб и до конца контртеррористической операции выступала в роли связного между преступником и штабом. В это время воспитательница Щукина убедила террориста отпустить одного заложника — девочку. Когда Охотникова вернулась с рацией, преступник передал ей записку с требованиями и заставил зачитать их по рации.

### Требования
Требования террориста включали:
1. 6 пар наручников с ключами от них;
2. Заряженный пистолет Макарова и запасная обойма к нему;
3. Укороченный автомат и 2 рожка;
4. Деньги: в отдельной сумке доллары США, по 20 пачек банкнот всех достоинств по 100 банкнот в пачке, и 10 таких же пачек 50000-рублёвых банкнот;
5. Автобус с водителем и шторами на окнах;
6. Самолёт.

Помимо этого, в записке сообщался маршрут, по которому должен был следовать самолёт — Омск-Петербург-Ирак, а также угрозы взрывов в Санкт-Петербурге в случае смерти террориста. Взрывы, как сообщалось в записке, должен был произвести его сообщник: «Я устал жить в этой вонючей стране. Я хочу улететь в Ирак, а если он меня не примет, тогда в Швейцарию»

### Ход переговоров
Связь с террористом по рации поддерживал полковник Игорь Константинович Епанчинцев. Сам террорист в переговорах не участвовал — его слова озвучивала Татьяна Охотникова. Спустя полтора часа после начала переговоров у преступника начала садиться рация. Вообще, террорист вёл себя вспыльчиво, агрессивно, перед переговорщиками стояла задача его успокоить. Поэтому было принято решение удовлетворить внезапное требование террориста — принести ему банку пива. Отнести банку и дополнительные аккумуляторы было поручено Николаю Литвинову. Параллельно с этим выполнялись и другие требования: к детскому саду подъехал автобус с чёрными шторами на окнах и сумкой с деньгами внутри. Водителя автобуса заменили на сотрудника ОМОНа.
После этого стороны достигли первой взаимной договорённости: террорист пообещал отдать одного ребёнка в обмен на оружие (пистолет Макарова). Пистолет ему передали через Татьяну Александровну, причём пистолет был полностью разряжен, но преступник, не убирая руки с пускового устройства, заставил Татьяну зарядить его. После чего террорист разрешил Николаю Литвинову забрать одного мальчика — Валерия Хурью, поскольку у того были проблемы со здоровьем.
Затем преступник согласился разрешить детям пообедать. Воспитательница повела малышей мыть руки и закрыла изнутри дверь моечной. Террорист предпринял неудачную попытку открыть дверь, после чего произвёл выстрел из обреза в дверной косяк. Дети и воспитательница вернулись, а террорист потребовал незамедлительно предоставить ему автомат. Автомат также передали через Татьяну Охотникову, но перед этим Николай Лукин, руководивший группой захвата, вывел автомат из строя. Однако террорист быстро выявил дефект и потребовал заменить автомат. Допускать попадания работающего автомата в руки террориста было нельзя, и штаб принял решение начать штурм.

## Ликвидация преступника
Взрывное устройство было сконструировано таким образом, что для смыкания электрической цепи и, соответственно, инициации взрыва нужно было снять палец со спускового устройства. Таким образом, преступника вынужден был постоянно держать левую руку на спусковом устройстве. Это создавало сложности как для преступника, так и для группы захвата: был велик шанс, что при убийстве ОМОНовцы инициируют взрыв, что повлечёт за собой жертвы среди заложников. Поэтому группа захвата во главе с Николаем Лукиным находилась в непосредственной близости от захваченной группы (в помещении спортзала на втором этаже) и ожидала благоприятного момента.
Момент, когда из штаба поступил приказ о начале штурма, удачно совпал с тем, что дети и воспитательница вышли из комнаты в спальню, а сам преступник решил пообедать, поэтому отложил оружие в сторону. Сотрудник ОМОН Виктор Колмагоров, одетый в штатское и вооруженный пистолетом в наплечной кобуре под пиджаком, ворвался в помещение, закрыл преступника от детей щитом и выстрелил.  Выстрел был произведён крайне удачно — пуля вошла в левую руку, повредив сухожилие, что предотвратило расслабление кисти руки и взрыв устройства. Другой боец тут же добил преступника выстрелом в голову.. Заложники были оперативно выведены из здания детского сада, а прибывшая сапёрная служба обезвредила взрывное устройство.

## Итоги
В дальнейшем личность террориста была установлена. Им оказался 24-летний Палий Алексей Анатольевич, родившийся 10 июня 1969 года. Уроженец Северо-Уральска (Свердловская область). В период с 1987 по 1989 служил в ВДВ в должности командира отделения. Во время службы прошёл боевую и парашютную подготовку. После службы в рядах Советской Армии работал на заводе железобетонных изделий до 31 августа 1992 года. После увольнения нигде не работал, с женой разведён и проживал с бабушкой.
Описанная спецоперация по ликвидации террориста и освобождению заложников считается одной из самых успешных. Её участники получили государственные награды:
- Медаль «За отвагу» — Константин Байбаков, Михаил Малков, Дмитрий Алексеев;
- Орден «За личное мужество» — Николай Лукин, Виктор Колмагоров, Юрий Мартышев, Виктор Плешков, Александр Семыкин, Евгений Хильченко, Анатолий Эннс, Алексей Дмитриев, Татьяна Охотникова.

Фотографии операции и её последствий, а также экипировка террориста хранятся в музее УМВД России по Омской области.